# Terra (EOS-satellit)
Terra betyder "jord" på latin. Ordet er brugt som navn for den vigtigste af NASAs Earth Observing System (EOS) satellitter. Den blev opsendt den 18. december 1999, og den var i funktion fra februar måned det følgende år. 
"Terra" er bekostet af flere lande, og den udfører mange forskellige opgaver ved hjælp af sine fem langtrækkende måleinstrumenter. Man undersøger Jordens miljø og klimaforhold, og "Terra" er en afgørende del af NASAs geologiske forskningsprogram, der skal sætte os i stand til at forstå og beskytte klodens miljø.
- Terra's nordgående kredsløb i 2021
- Terra's sydgående kredsløb i 2021

## Eksterne link
"Terra"-programmets netsted
- Wikimedia Commons har flere filer relateret til Terra (EOS-satellit)

| Rumfart | Spire Denne artikel om rumfart er en spire som bør udbygges. Du er velkommen til at hjælpe Wikipedia ved at udvide den. |